# Куусалу (волость)
Ку́усалу (эст. Kuusalu vald) — волость на севере Эстонии в северо-восточной части уезда Харьюмаа. Административный центр — посёлок Куусалу. Волость Куусалу является крупнейшей по площади волостью в Харьюмаа.

## География
Площадь волости — 709,40 км², что составляет 1,63 % от всей площади Эстонии и 16,39 % от площади уезда Харьюмаа. Плотность населения в 2024 году составила 9,1 чел/км². Значительную часть площади волости (до 60 %) занимают природоохранные территории, в том числе часть национального парка Лахемаа.
В восточной части волости располагается крупнейший полигон вооружённых сил Эстонии.

## Население
По данным Департамента статистики Эстонии, по состоянию на 1 января 2024 года в волости проживали 6459 человек, из них 3153 мужчины (48,82 % населения волости) и 3306 женщин (51,18 %). Число жителей в возрасте 0—14 лет (включительно) составило 1083 человека (16,98 % всего населения волости).
По состоянию на 1 января 2020 года в волости проживали 6413 человек, из них 3223 мужчины и 3190 женщин. Число жителей в возрасте 0—14 лет составило 1157 человек (18,0 %).
Заселение территории волости неравномерно: в северо-восточной части оно в основном сосредоточено на побережье, внутренние области полуостровов безлюдны.
По заказу волостной управы Куусалу в 2019 году был составлен прогноз численности населения волости до 2040 года по четырём сценариям: базовый, стабильный, оптимистический и вероятный. Число жителей до 14-летнего возраста (включительно) к 2040 году останется на уровне 2019 года (1111 человек) только в случае оптимистического сценария. Согласно всем сценариям, численность трудоспособного населения волости будет снижаться, и удельный вес лиц пенсионного возраста будет расти. Таким образом, волость должна способствовать возвращению молодёжи в родные места после получения ею высшего и профессионального образования и создавать условия для въезда в волость на жительство молодых семей.

## Населённые пункты
В составе волости Куусалу 3 посёлка и 64 деревни.

Посёлки: Кийу, Колга, Куусалу.

Деревни: Аллика, Андинеэме, Ару, Валгейыэ, Валкла, Ванакюла, Вахасту, Вихасоо, Вийнисту, Вирве, Илмасталу, Йоавески,  Каберла, Кахала, Калме, Казиспеа, Кемба, Кийу-Аабла, Кодасоо, Койтъярве, Колга-Аабла, Колгакюла, Колгу, Козу, Котка, Купу, Курси, Куусалу, Кынну, Кюлмааллика, Леэзи, Лийапекси, Локса, Муркси, Мустаметса, Муукси, Ныммевески, Мяэпеа, Пала, Паркси, Педаспеа, Пудисоо, Пыхья, Пяриспеа, Рехатсе, Румму, Салмисту, Саунья, Сигула, Сооринна, Суру, Суурпеа, Сыйтме, Таммиспеа, Таммисту, Тапурла, Тситре, Турбунеэме, Тыреска, Уури, Хааваканну, Хара, Хирвли, Юминда.

## Статистика
Данные Департамента статистики Эстонии о волости Куусалу:

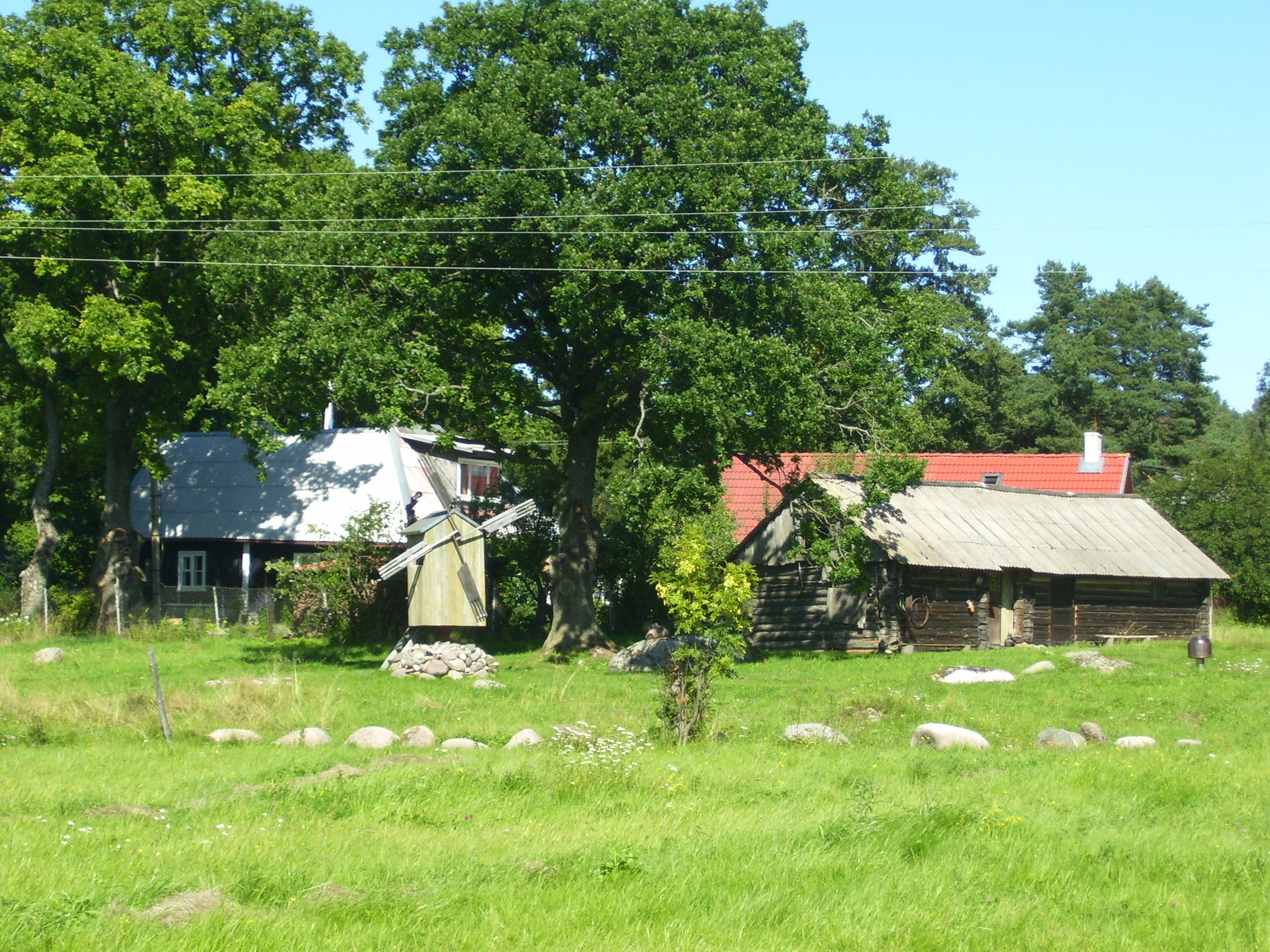
Деревня Кийу-Аабла

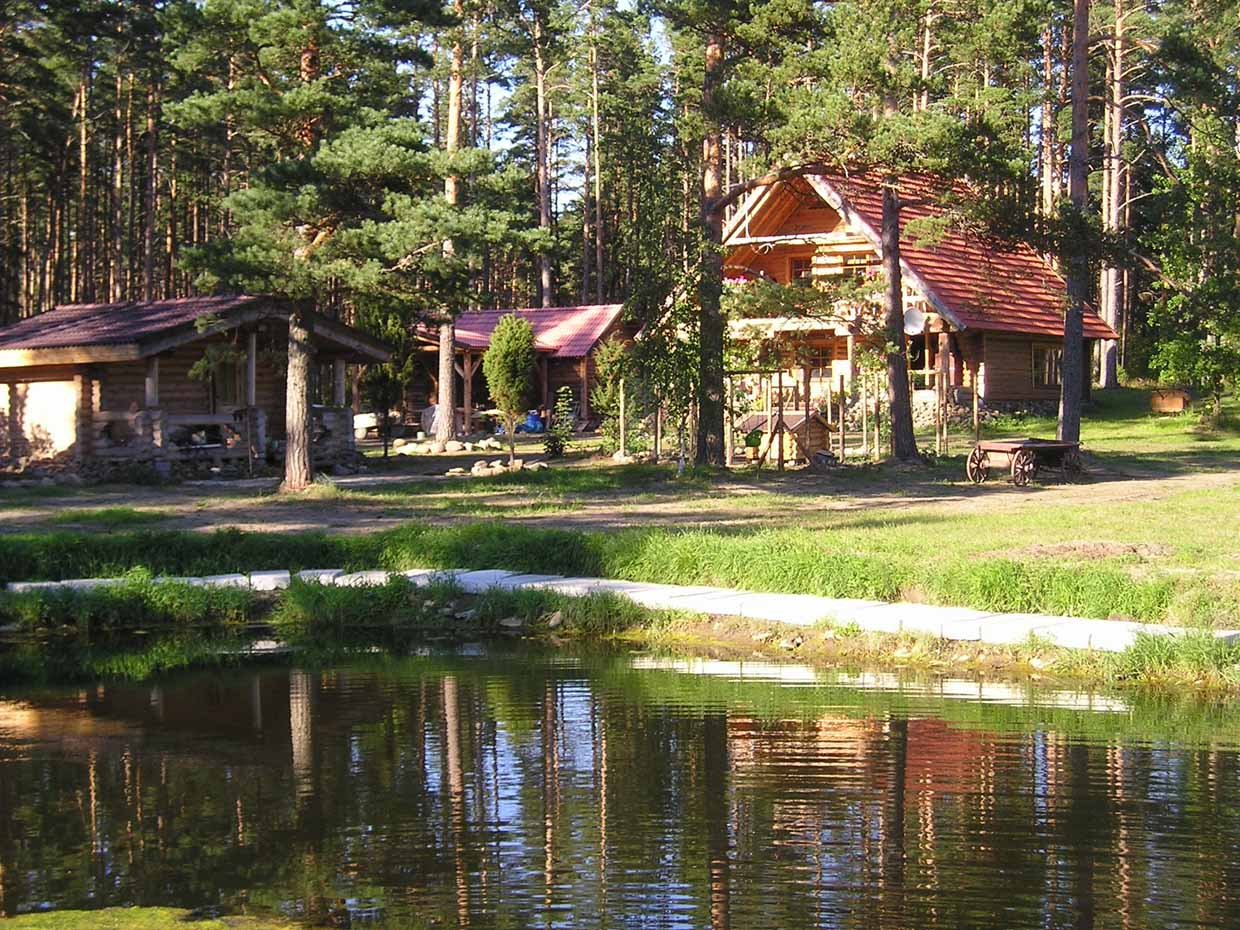
Гостевой хутор Йыэкяэру в деревне Сыйтме

Число жителей на 1 января каждого года:
| Год  | 2001 | 2005   | 2009   | 2011   | 2015   | 2017   | 2019   | 2020   | 2021   | 2022   | 2023   | 2024   |
| ---- | ---- | ------ | ------ | ------ | ------ | ------ | ------ | ------ | ------ | ------ | ------ | ------ |
| Чел. | 6870 | ↘ 6690 | ↗ 6770 | ↘ 6700 | ↘ 6435 | ↗ 6506 | ↘ 6446 | ↘ 6413 | ↗ 6421 | ↘ 6242 | ↗ 6380 | ↗ 6459 |

Число рождений:
| Год           | 2016 | 2017 | 2018 | 2019 | 2020 |
| ------------- | ---- | ---- | ---- | ---- | ---- |
| Живорождённых | 73   | ↘ 49 | ↗ 76 | ↘ 53 | ↗ 63 |

Число смертей:
| Год     | 2016 | 2017 | 2018 | 2019 |
| ------- | ---- | ---- | ---- | ---- |
| Умерших | 80   | ↗ 86 | ↗ 92 | ↘ 71 |

Зарегистрированные безработные:
| Год  | 2016 | 2017 | 2018 | 2019  | 2021 (август) |
| ---- | ---- | ---- | ---- | ----- | ------------- |
| Чел. | 79   | ↗ 82 | ↗ 91 | ↗ 114 | ↗ 200         |

Средняя брутто-зарплата:
| Год  | 2016    | 2017      | 2018      | 2019      | 2020      |
| ---- | ------- | --------- | --------- | --------- | --------- |
| Евро | 1170,91 | ↗ 1231,84 | ↗ 1298,42 | ↗ 1377,56 | ↗ 1439,50 |

В 2019 году волость Куусалу занимала 15 место по величине средней брутто-зарплаты среди 79 муниципалитетов Эстонии.
Число учеников в школах:
| Год  | 2016 | 2017  | 2018  | 2019  |
| ---- | ---- | ----- | ----- | ----- |
| Чел. | 763  | ↗ 812 | ↗ 850 | ↗ 855 |

## Экономика
В 2012 году 94 % всех предприятий волости составляли микро-предприятия (численность работников менее 10 человек).
Крупнейшие работодатели волости по состоянию на 30 июня 2020 года и 31 марта 2025 года:

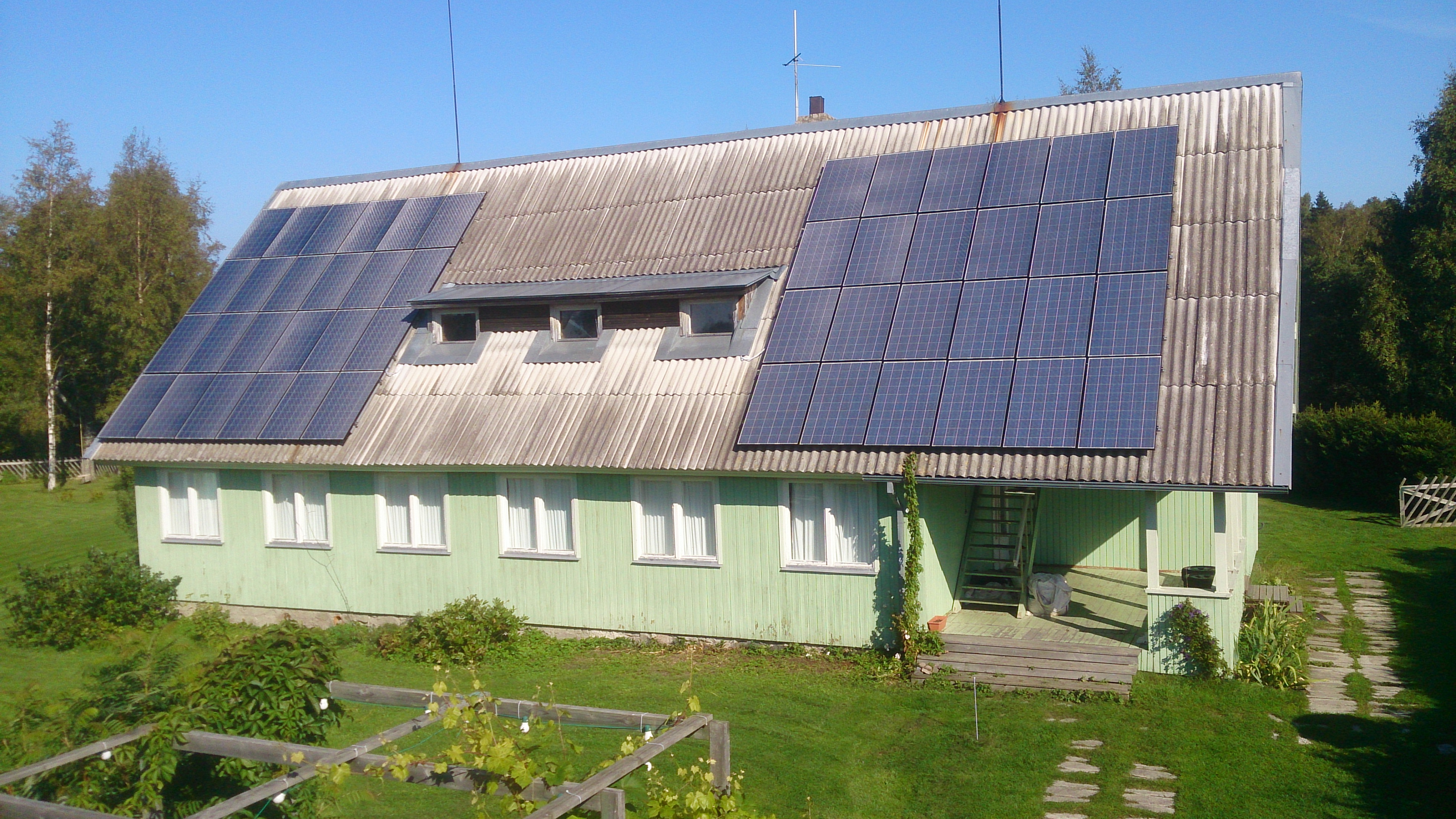
Солнечная электростанция в деревне Юминда

| Предприятие / организация   | Вид деятельности                                                             | Численность работников, чел. | Численность работников, чел. |
| --------------------------- | ---------------------------------------------------------------------------- | ---------------------------- | ---------------------------- |
| Предприятие / организация   | Вид деятельности                                                             | 30.06.2020                   | 31.03.2025                   |
| Волостная управа Куусалу    | Орган государственного управления                                            | 398                          | 405                          |
| Balti Spoon OÜ              | Производство шпона и фанеры                                                  | 252                          | 217                          |
| Galv-Est AS                 | Обработка металлов и нанесение покрытий на металлы                           | 57                           | 57                           |
| Kuusalu lasteaed «Jussike»  | Детский сад                                                                  | 38                           | 39                           |
| Weerec OÜ                   | Повторное использование отсортированного материала                           | 27                           | 26                           |
| Nordic Houses KT OÜ         | Производство складных деревянных строений (сауны, дачи, дома) и их элементов | 21                           | (банкрот)                    |
| OÜ Amber Production Remedia | Дистилляция, ректификация и смешивание спиртных напитков                     | 20                           | 18                           |
| EMG Karjäärid OÜ            | Деятельность гравийных и песчаных карьеров; добыча глины и каолина           | ...                          | 15                           |

## Достопримечательности
- Церковь Куусалу
- Мыза Кида (Кийу) (нем. Kida, Kyda)
- Мыза Кольк (Колга) (нем. Kolk)
- Башня Кийу

## Известные уроженцы
- Вельо Тормис (1930—2017), композитор, народный артист СССР.

## Галерея

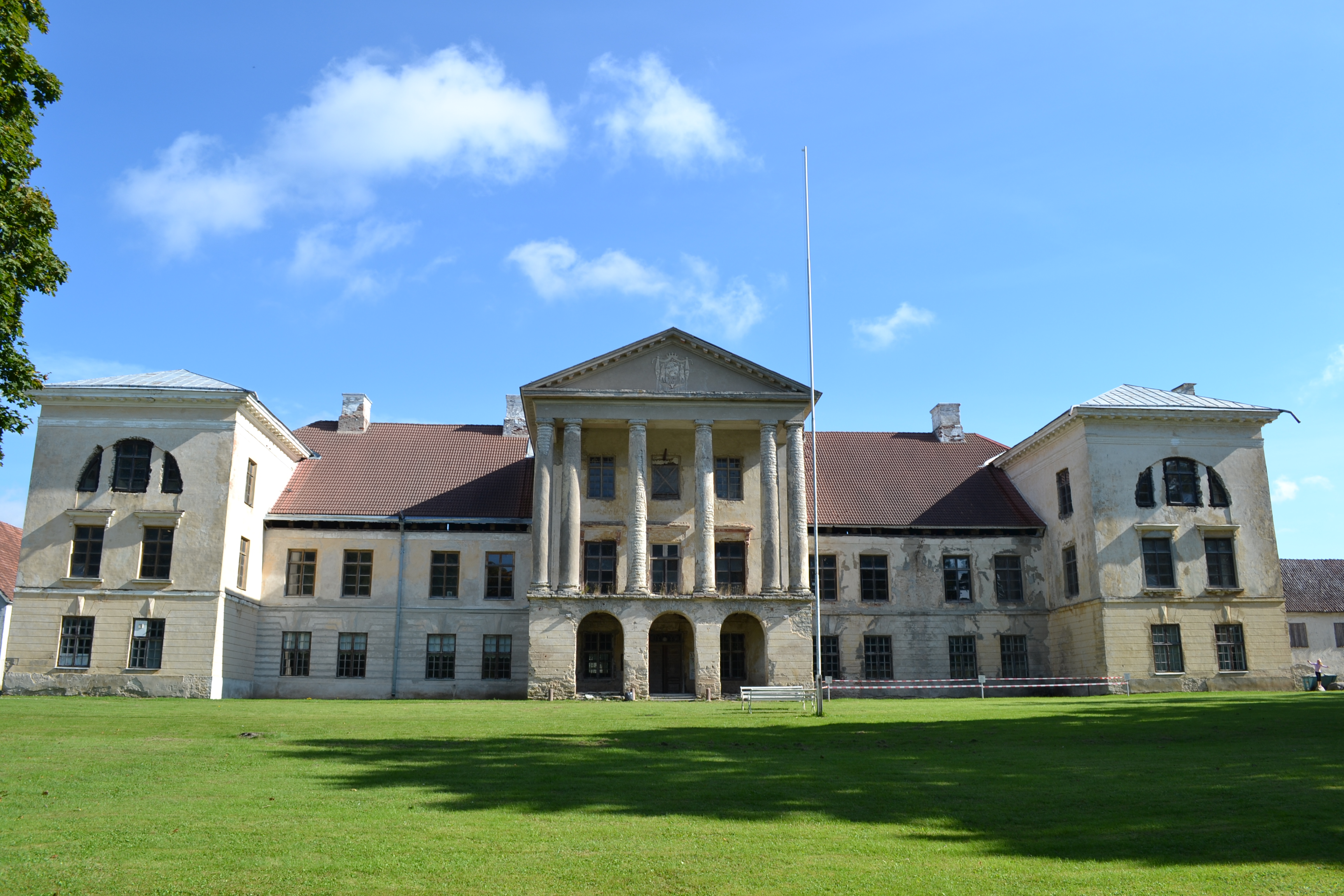
Главное здание мызы Кольк (Колга) в 2012 году
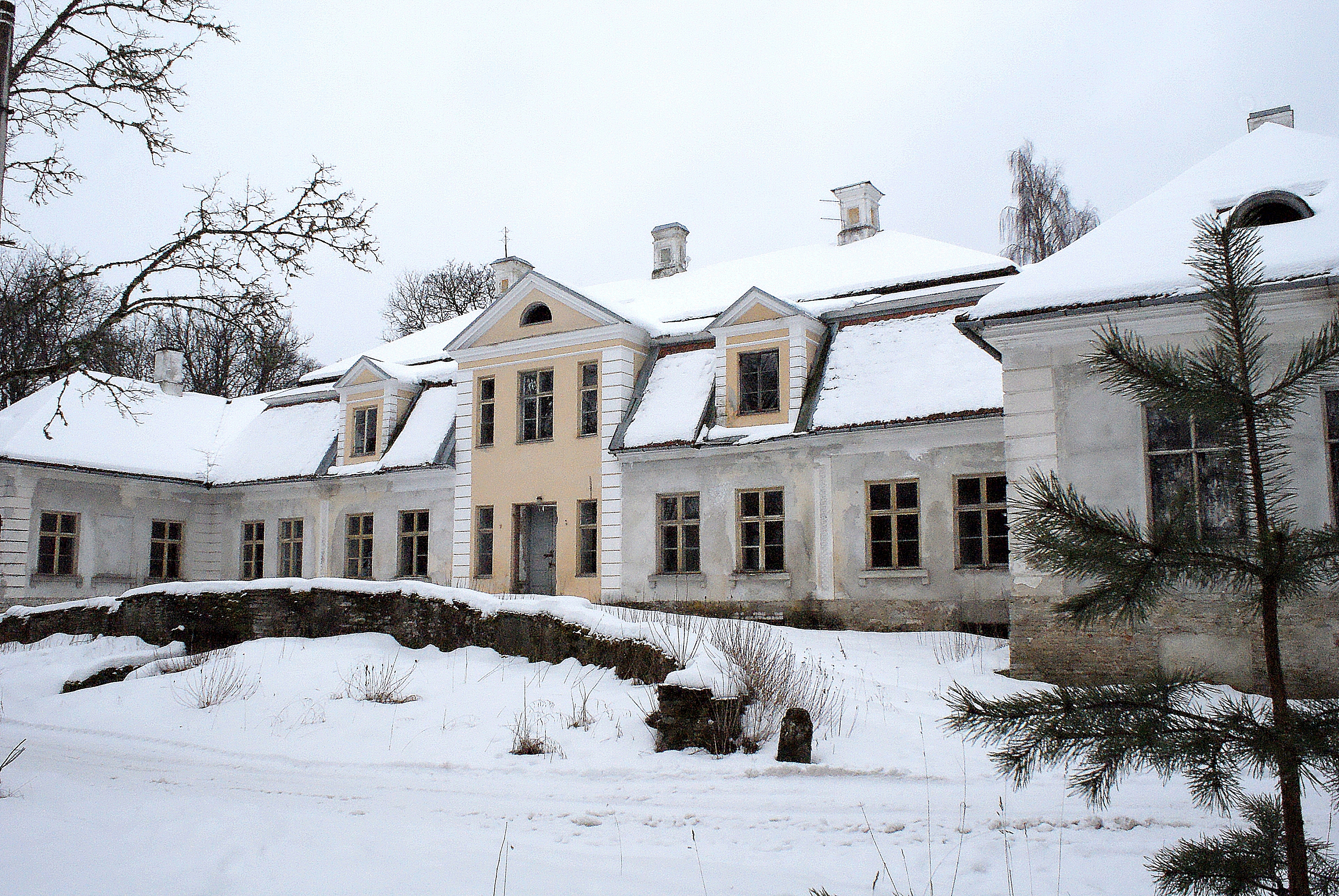
Главное здание мызы Котцум (Кодасоо) в марте 2009 года
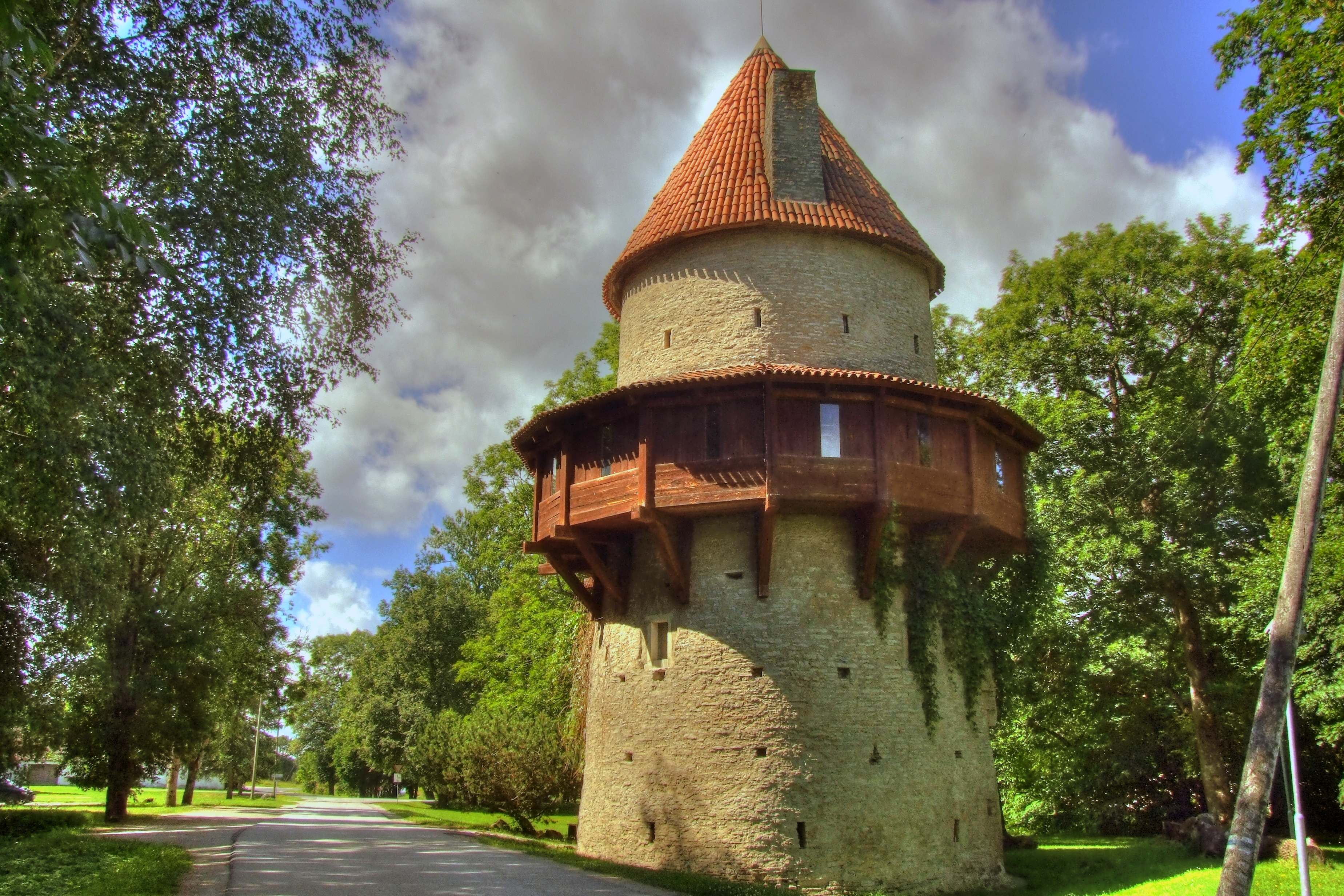
Башня Кийу (Кию)
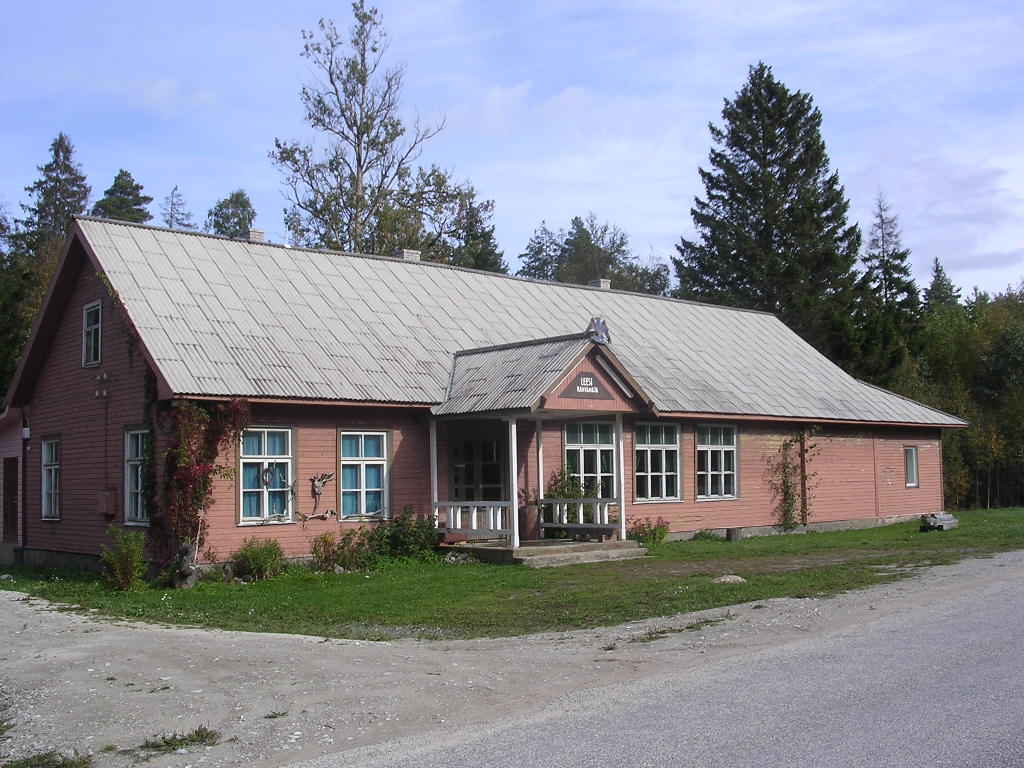
Народный дом деревни Лезэи
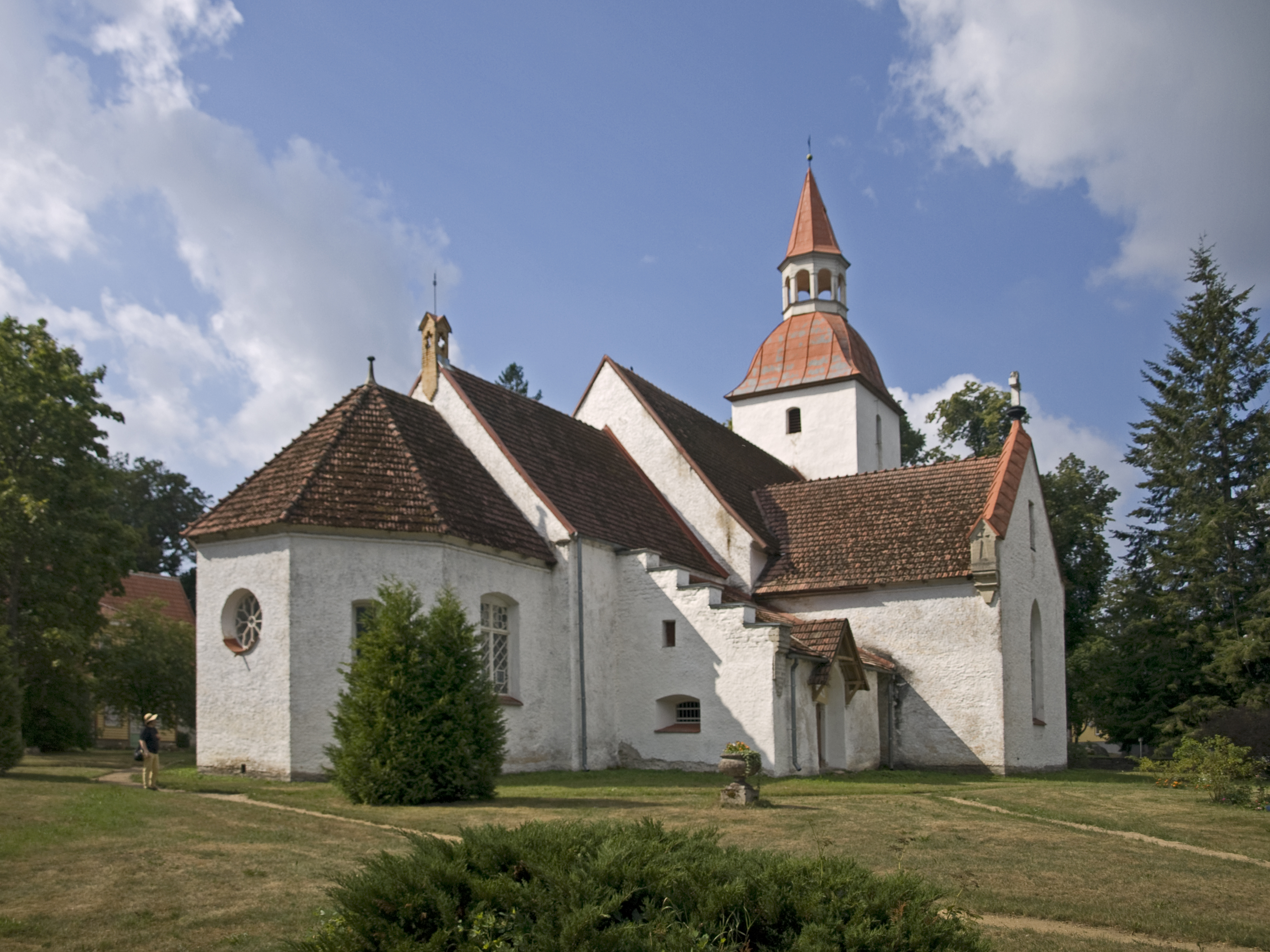
Церковь Куусалу
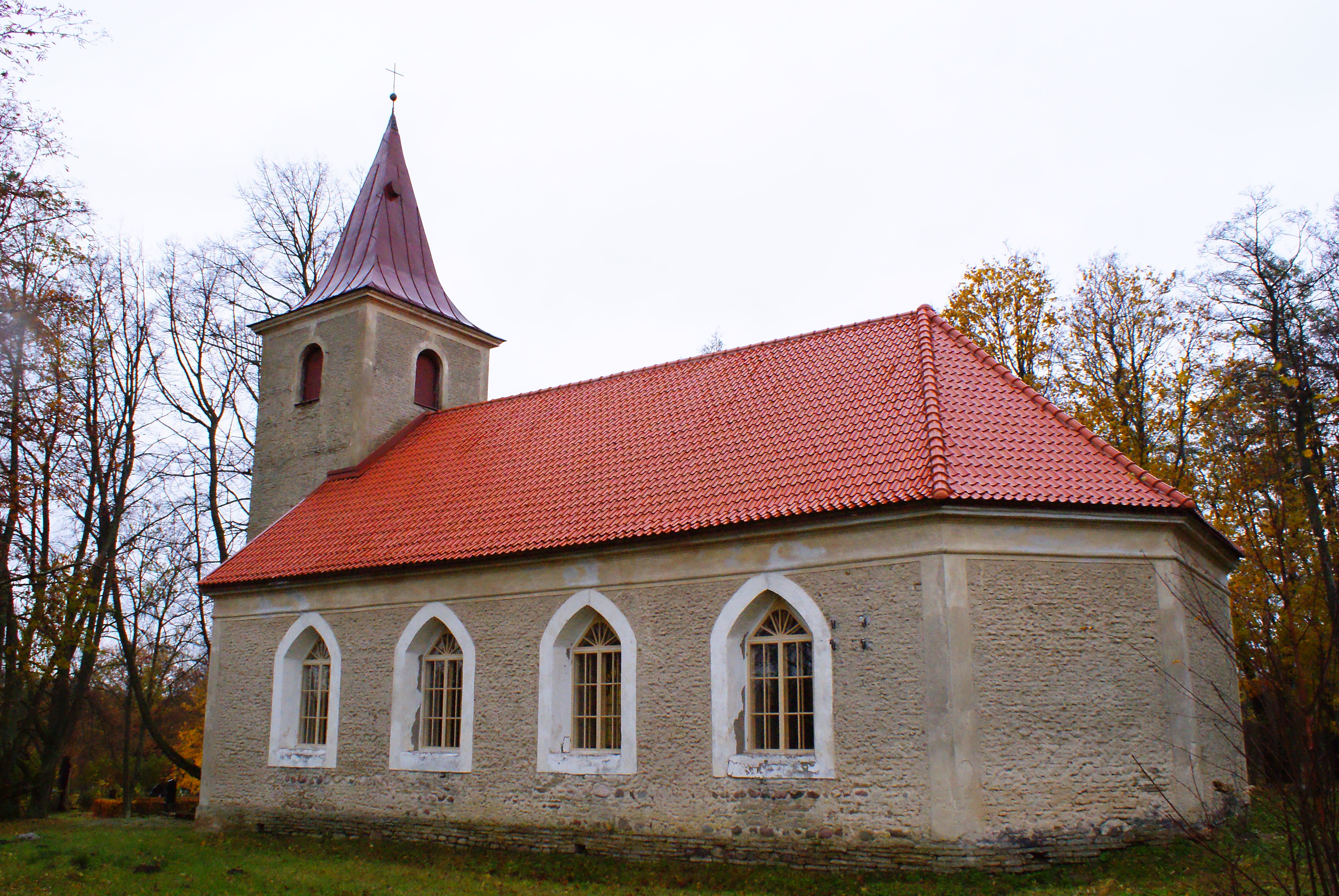
Церковь Леэзи
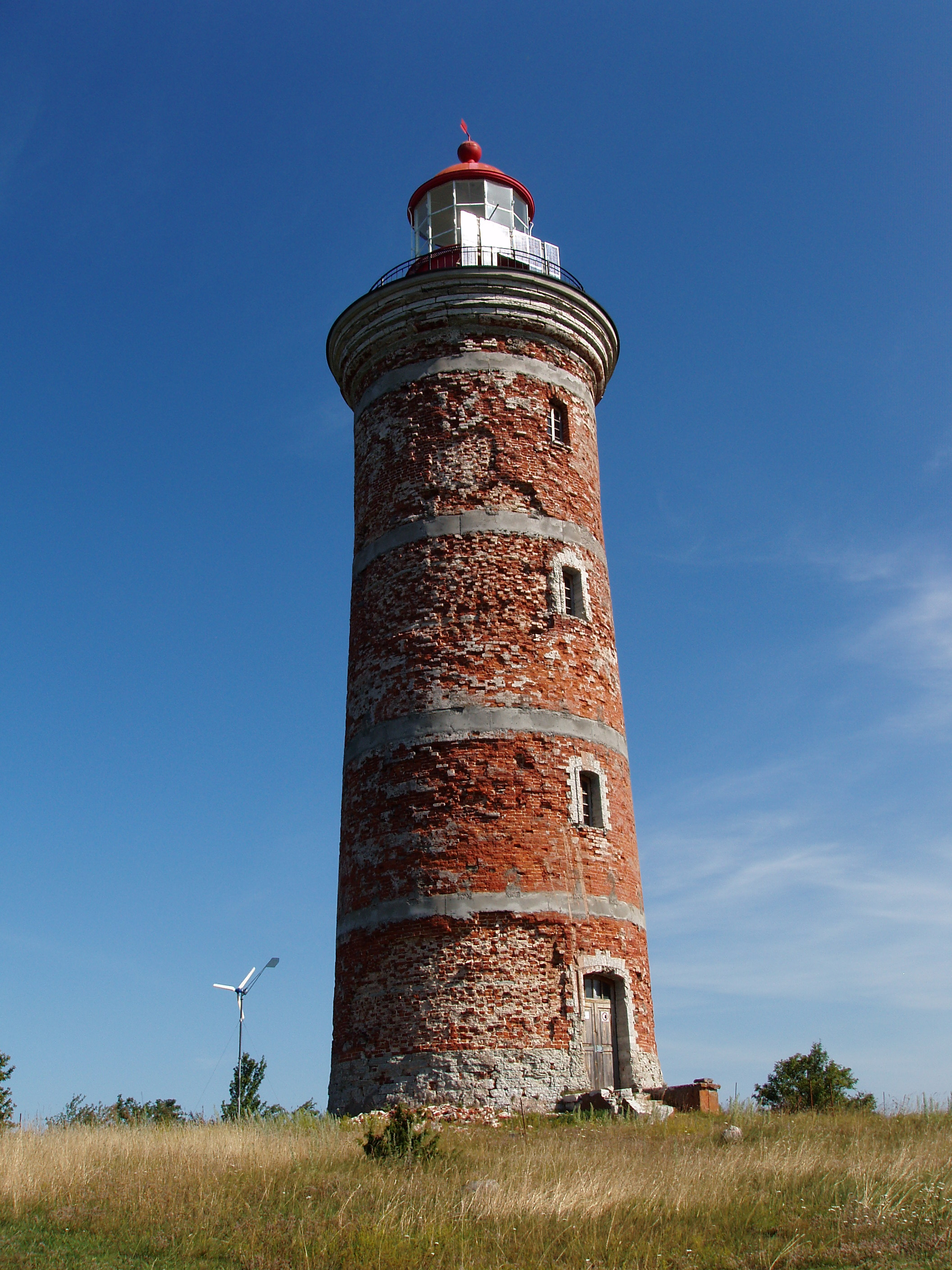
Маяк Мохни в 2007 году
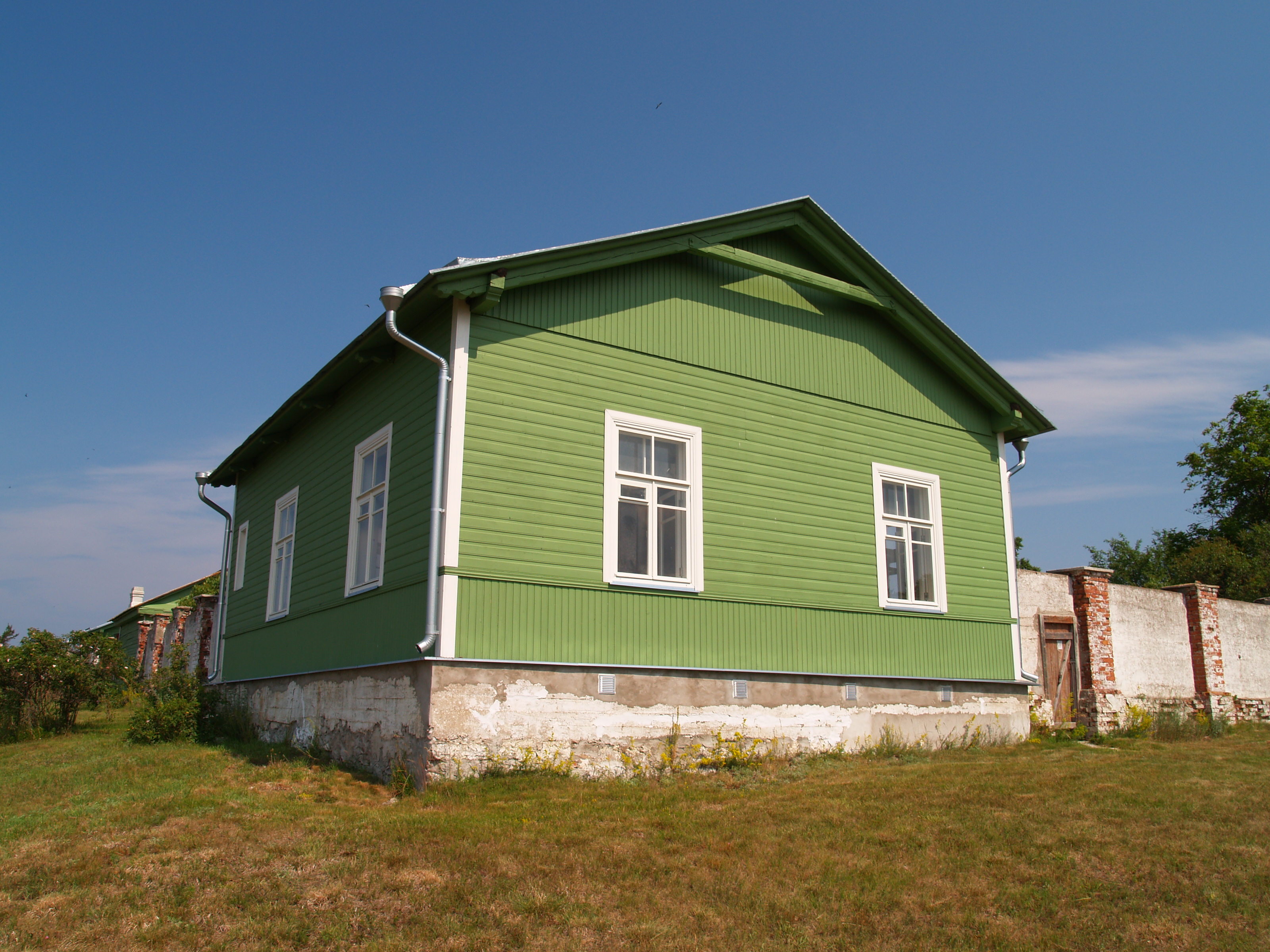
Жилой дом у маяка Мохни
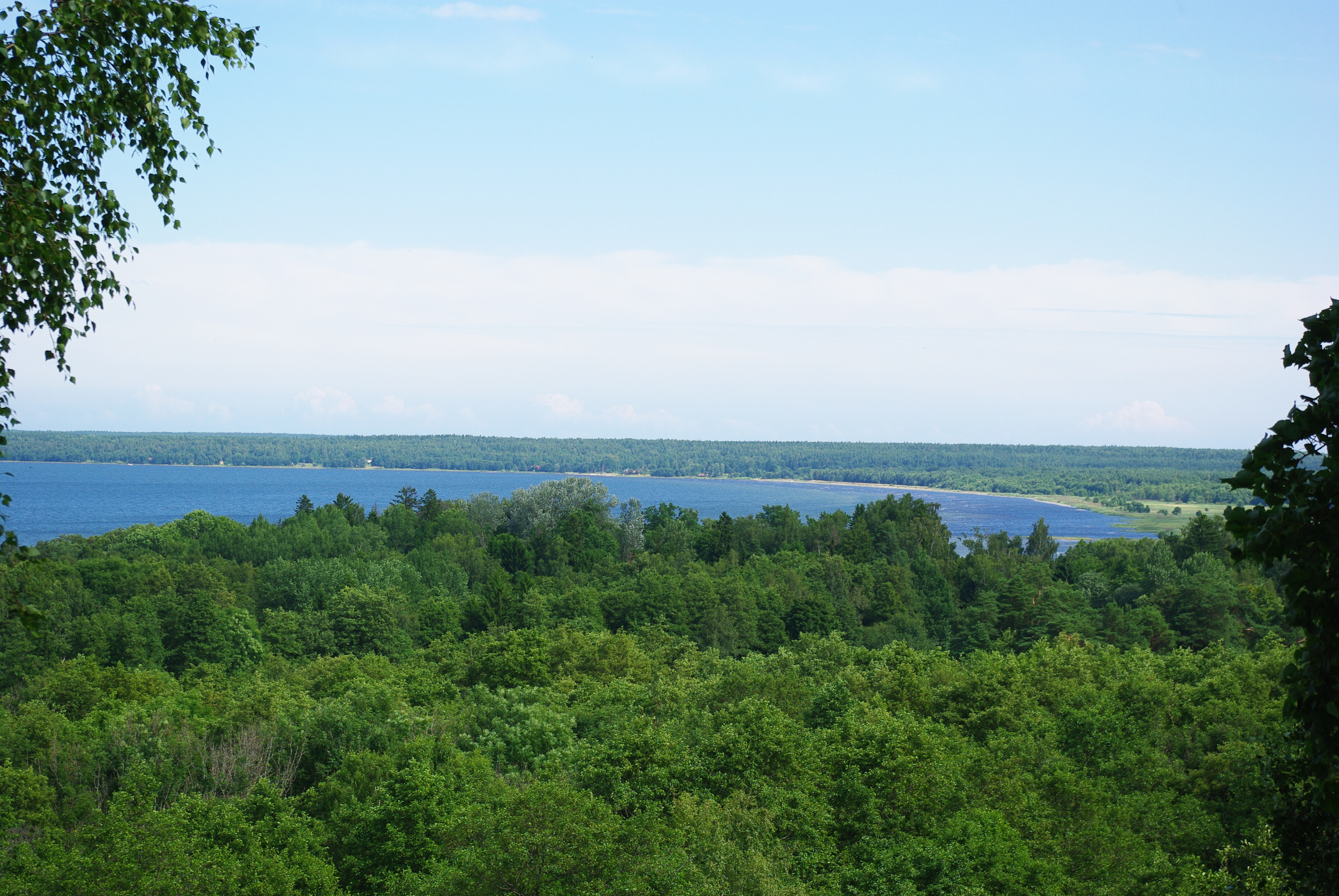
Вид с городища Муукси на залив Колга
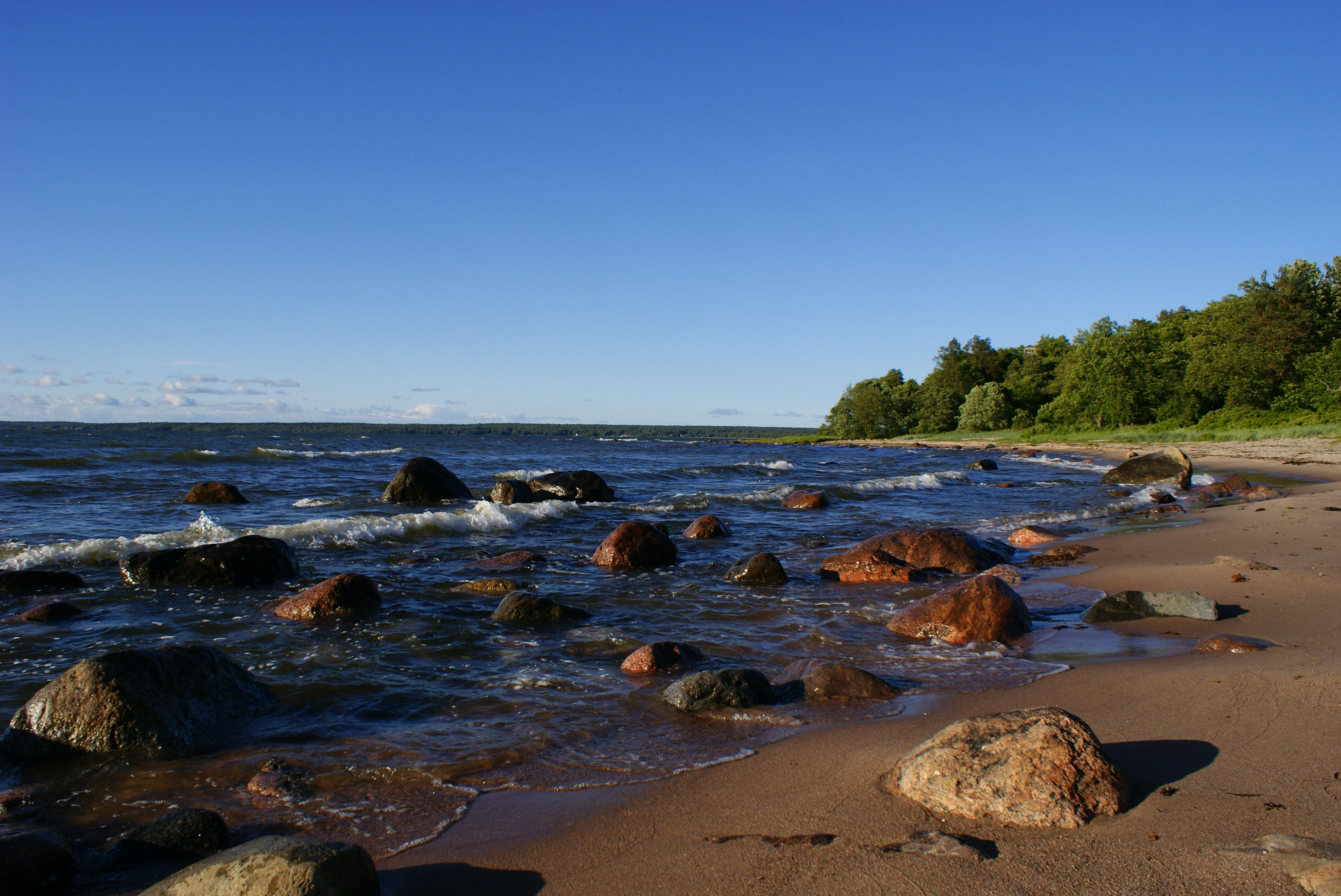
Каменистое побережье в деревне Тситре